# Муса Жалајев
Муса Жалајев (туркм. Musa Јalaýew, рус. Муса Жалаев; Ашхабад, 15. мај 2003) туркменистански је пливач чија ужа специјалност су спринтерске трке слободним стилом. Вишеструки је национални првак и рекордер. 

## Спортска каријера
Жалајев је дебитовао на међународној пливачкој сцени у конкуренцији сениора 2017. године на азијском првенству у малим базенима одржаном у Ашхабаду. На светским првенствима је први пут наступио у кинеском Хангџоуу 2018. где је одржано Светско првенство у малим базенима. 
Први наступ на светским првенствима у великим базенима је имао у корејском Квангџуу 2019. где је наступио у квалификационим тркама на 50 слободно (82) и 100 слободно (83. место). 
Након светског првенства у Кореји Жалајев је добио стипендију Међународне пливачке федерације у оквиру Програма за развој водених спортова, захваљујући којој се преселио у Казањ где се налази један од Фининих развојних центара.